# Conciliación (derecho)
La conciliación, en derecho, es un medio alternativo a la jurisdicción para solucionar conflictos, a través del cual las partes  resuelven, por sí mismas y mediante el acuerdo, un conflicto jurídico con la intervención o colaboración de un tercero.
La conciliación es un procedimiento voluntario, en donde las partes que están involucradas son libres para ponerse de acuerdo o intentar resolver la disputa por esta vía, este proceso es flexible permitiendo a las partes definir un tiempo, estructura y contenido de los procedimientos de dicha conciliación. 
Existen dos tipos de conciliación: la conciliación prejudicial y la conciliación judicial.
- La conciliación prejudicial es un medio alternativo al proceso judicial, es decir, mediante ésta las partes resuelven sus problemas sin tener que acudir a un juicio. Resulta un mecanismo flexible, donde el tercero que actúa o interviene puede ser cualquier persona y el acuerdo al que llegan las partes suele ser un acuerdo de tipo transaccional. Es decir, es homologable a una transacción.
- La conciliación judicial es un medio alternativo a la resolución del conflicto mediante una sentencia; en este sentido es una forma especial de conclusión del proceso judicial. El tercero que dirige esta clase de conciliación es naturalmente el juez de la causa, que además de proponer bases de arreglo, homóloga o convalida lo acordado por las partes, otorgándole eficacia de cosa juzgada, dentro del marco de la legalidad.

En algunos ordenamientos puede llegar incluso a ser obligado el hecho de tratar de llegar a una conciliación antes de poder presentar una demanda, o ser un trámite obligatorio dentro del procedimiento judicial.

## Regulación por país

### Perú
Definición de la Conciliación Extrajudicial en el Perú:
De acuerdo con el artículo 5.º de la Ley 26872 —Ley de Conciliación—: «La Conciliación es una institución que se constituye como un mecanismo alternativo para la solución de conflictos, por el cual las partes acuden ante un Centro de Conciliación extrajudicial a fin que se les asista en la búsqueda de una solución consensual al conflicto».
Ahora bien, de lo anterior, podemos relucir propias dilucidar las siguientes acepciones:
La Conciliación Extrajudicial es una manera rápida y económica de resolver los conflictos con la colaboración de un tercero llamado conciliador. A través del diálogo, el conciliador facilita la comunicación entre las partes, lo que permite superar las diferencias y arribar a acuerdos que satisfacen a todos. Luego, se suscribe un Acta de Conciliación.
Asimismo, la Conciliación Extrajudicial es un mecanismo de solución de controversias que se lleva a cabo antes y fuera del fuero judicial, militar, arbitral y administrativo, a través del cual, en presencia y dirección de un tercero (conciliador), las partes buscan llegar a un acuerdo con la finalidad de solucionar un conflicto intersubjetivo.
Por otro lado, tomando la referencia de esta institución procesal, La conciliación, del latín conciliatio, verbo conciliare, significa ajustar los ánimos de los que se oponen entre sí, avenir sus voluntades y pacificarlos; instituto que tiene como misión facilitar un proceso judicial o extrajudicial, mediante un acuerdo amigable las diferencias de sus derechos, cuidando los intereses de libre disposición, y respetando el debido proceso en caso de encontrarse en el Órgano Jurisdiccional.
Es un medio alternativo de resolución de Conflictos, o arreglo de diferencias entre dos o más personas, gracias a la participación activa de un tercero, que en este caso es el conciliador, en el Derecho Francés, el conciliador convoca a las partes en litigio, para el día y hora que determine, para proceder a la tentativa probable de conciliación. (Le conciliateur convoque les parties au lieu, jour et heure qu´il détermine, pour procéder a la tentative préalable de conciliation. ( Art. 832-3 Le Noveau Code de Procédure Civile) 
Para el derecho anglosajón la Conciliación es una alternativa de resolver disputas en que las partes —incluida los intereses futuros en disputa— arreglan mediante los servicios de un conciliador, quien dialoga con las partes por separado en atención de resolver sus diferencias. (Conciliation is an alternative dispute resolution process whereby the parties to a dispute (include future interest disputes) agree to utilize the services of a conciliator, who then meets the parties separately in an attempt to resolve their differences.
Diferencia entre la conciliación extrajudicial y la judicial en el Perú
La conciliación judicial, esta figura fue impuesta en nuestro país, en materia civil, como una etapa obligatoria dentro del proceso. Así el Código Procesal Civil establece que luego de la etapa postulatoria (demanda-contestación), y una vez saneado el proceso, el juez fija día y hora para la audiencia de conciliación.
Conforme lo establece el artículo 469.º del C.P.C., la audiencia tiene por finalidad propiciar la conciliación entre las partes, a través del juez, quien luego de escuchar las razones, propone una fórmula de conciliación. Sin embargo, aun cuando la institución de la conciliación está prevista en el Código Procesal Civil, sólo se ha considerado dentro de un proceso judicial, no habiéndose logrado los resultados que se esperaban.
El obstáculo para que se desarrolle dicha institución dentro del proceso radica en que los magistrados, que son los encargados de estudiar las diferencias entre los litigantes y proponer en dicha audiencia alternativas de solución al conflicto, no disponen del tiempo ni de la capacitación en técnicas de negociación necesaria para lograr que se concilien las diferencias. Queda entonces la alternativa de que la conciliación sea procurada por instituciones ajenas al Poder Judicial.
Ahora bien, en torno a la Conciliación Extrajudicial, doctrinariamente existen posiciones contrapuestas con relación al sujeto encargado de propiciar la conciliación. Así, algunos autores han negado al Estado dicha facultad en las controversias surgidas entre intereses privados, aduciendo que la conciliación sólo interesa a las partes.
Otros autores refieren que el Estado, como ente encargado de la función jurisdiccional por antonomasia, tiene un interés mayor en que las controversias se solucionen sin necesidad de ocasionar mayor desgaste y carga al sistema jurisdiccional y, por lo mismo, debe estar facultado para procurar la conciliación.
Cualquiera de las dos posiciones nos llevan a la conclusión de que la conciliación, sea procurada por el Estado, dentro de un proceso judicial, o por particulares bajo supervisión del mismo, es necesaria y conveniente para el país.
A continuación efectuamos una síntesis de las principales diferencias entre la Conciliación Judicial y la Extrajudicial en nuestro país:
1. La Conciliación Judicial (CJ) está a cargo del juez. La Conciliación Extrajudicial (CE) la realiza el conciliador extrajudicial en el Centro de Conciliación y alternativamente el juez de paz letrado o el juez de paz (artículo 60.º del Reglamento).
2. En la Conciliación Extrajudicial, las partes pueden conciliar extrajudicialmente en el momento en que así lo decidan. En la Conciliación Judicial (art. 323.º del C.P.C.) se puede hacer en cualquier estado del proceso, siempre que no se haya expedido sentencia en segunda instancia.
3. La Conciliación Extrajudicial es solicitada únicamente por las partes, mientras que la Conciliación Judicial puede ocurrir ante el juez del proceso, en la Audiencia convocada de oficio o cuando es solicitada por las partes (art. 324.º del C.P.C.).
4. La Conciliación Judicial se realiza en los despachos judiciales. La Conciliación Extrajudicial, en un Centro de Conciliación autorizado o ante el juez de paz letrado.
5. La Conciliación Judicial es una fase o etapa del proceso judicial, llamada Audiencia de Conciliación. La Conciliación Extrajudicial es un procedimiento autónomo, previo o paralelo al proceso judicial.
Principios de la Conciliación Extrajudicial en el Perú:
- Equidad:

Con este principio lo que se busca es que el resultado, es decir acuerdo conciliatorio, sea aceptado por las partes. Teniendo como resultado final, que ambas partes se encuentren satisfechas sin tener la percepción que el conciliador beneficie a una de las partes.
El conciliador debe buscar igualdad de condiciones en todo el proceso de conciliación, inspirando justicia .Vale decir, el acuerdo con el que las conciliantes ponen fin a su conflicto debe ser justo y equitativo, duradero, considerando los intereses de ambas partes, para que puedan lograr acuerdos mutuamente beneficiosos.
Este principio trata de aplicar la justicia al eventual acuerdo, fundamentalmente desde el punto de vista de las partes. Buscando un acuerdo satisfactorio (acuerdo cualitativo aceptable entre las partes, que no afecten a terceros) obtenido durante el desarrollo de la audiencia de conciliación.
Sin embargo, si la conciliación tiene como resultado lo que las partes decidan, ello quiere decir que el conciliador tiene que aceptar todo tipo de acuerdo, sobre todo si se verifica soluciones in-equitativas o injustas entre las partes. 
- Neutralidad

Por la naturaleza de este principio se debe de entender que es una garantía de seguridad y justicia, dirigido dirigido exclusivamente al conciliador.
“Principio de Neutralidad. El Conciliador debe en principio, abstenerse de conocer los casos, en los que participan personas vinculadas a él o su entorno familiar, al personal del Centro de conciliación, o en los que participen conciliantes con los cuales lo vincule parentesco, salvo que las partes soliciten expresamente la intervención de aquel”. (reglamento de conciliación art 2 inciso f)
Se debe de entender a la luz de lo expuesto como un rasgo distintivo del conciliador, en virtud de este principio el conciliador ha de ser un tercero ajeno a las partes intervinientes.
El conciliador no debe tener antes, durante y después de la conciliación ningún tipo de relación jurídica o extra jurídica con alguna de las partes conciliantes o sus familiares, para evitar un conflicto de intereses, en otras palabras y para darle una connotación aún mayor del conciliador no tendrá ningún interés con el resultado e alguna s las partes.
Antes de aceptar una designación como conciliador, deberá verificar si existe alguna relación de la que pueda surgir un interés directo o indirecto en el resultado del conflicto, o alguna circunstancia que pueda poner en duda su imparcialidad, y en su caso hacerla conocer a las partes.
Basta con que sea potencialmente capaz de producirla, o que el conciliador crea que las partes pueden haber dudado de ella. Más allá de esta discusión teórica, es en la práctica donde este principio ha merecido algunas críticas. La derecha sostiene que uno de los valores que caracterizan a la mediación —entiéndase conciliación— en países como Estados Unidos y Canadá es una legitimidad ganada por la vía de la Neutralidad, a diferencia de realidades culturales como la de nuestros países, donde la legitimidad es muchas veces producto de la confianza que se tiene en el tercero.
- Economía

Debemos entender que este principio de la conciliación procura dirigirse al ahorro de tiempo, gastos, esfuerzo y desgaste emocional que demandaría a las partes si inician un proceso judicial. Cabe resaltar que, el tiempo invertido durante el proceso conciliatorio debe ser el indispensable, evitando dilatar dicho trámite de forma innecesaria, tratando de buscar puntos en común entre las partes intervinientes que conlleve al arribo de un acuerdo satisfactorio para las mismas, en lugar de evaluar todas las posibles responsabilidades que se puedan encontrar por el conflicto de intereses enfrentado. Asimismo, con este principio se buscar el abaratamiento de gastos incurridos por las partes, sea en tasas judiciales y el pago de honorario de abogados, así como para la Administración Pública, por ejemplo la gestión de labor de los funcionarios a cargo de conducir audiencias, programar salas de reunión, etc. Cabe agregar que una correcta aplicación de este principio rector es evitar la fatiga y desgaste emocional al que podrían quedar expuestas cualquiera de las partes, al verse inmersas en un tedioso y extenso proceso judicial–debido a la ingente carga procesal de las diversas áreas con la cual nuestro Poder Judicial cuenta; sin tomar en consideración la incertidumbre que se podría generar en el resultado final que culmina todo proceso, es decir, la emisión de la sentencia judicial respectiva, la misma que podría ser absolutoria, de condena, restableciendo un derecho o suprimiéndolo.
Sobre este principio, el Reglamento de la Ley de Conciliación indicó en el literal i) del artículo 2.º, lo siguiente:
“Principio de economía. El procedimiento conciliatorio está orientado a que las partes ahorren tiempo y costos que les demandaría involucrarse en un proceso judicial”.
De acuerdo a lo señalado, lo que se busca al resolver un conflicto de intereses mediante este mecanismo alternativo de solución de conflictos denominado conciliación extrajudicial, es que el aparato estatal no participe activamente en la búsqueda en una confrontación directa entre ambas partes, sino que se pueda facilitar un ambiente en el cual se converse de los hechos de la controversia, evitando un dispendio innecesario de recursos económicos que conlleven dilatar el arribo a una solución aceptada por las partes y fundada en derecho. Por ello, se encomienda al conciliador la dirección de la Audiencia en el menor número de actos posibles. Por ello, cuando se instale la audiencia respectiva, las partes asistentes deberán tener en cuenta que se puede obtener el resultado óptimo para todos, es decir, tratar de poder llegar a un acuerdo total, en el menor tiempo posible, minimizando costos y esfuerzo tanto para la Administración Pública como para las partes asistentes con la ayuda de una comunicación clara y fluida en el menor tiempo posible. Es decir, se deberá enfocar todos los esfuerzos necesarios para que los aspectos debatidos puedan derivar al acuerdo en el menor número de reuniones.
- Veracidad

Este principio se encuentra dirigido a que las partes dentro de la conciliación deban dirigir su comportamiento y brindar información de forma adecuada, real, veraz y fidedigna, respecto de todos los hechos materia de la controversia para poder mantener un intercambio de ideas y, de ser el caso, llegar a un acuerdo respectivo. Esto implica que no se deba tergiversar, modificar y/o alterar la información, evitando brindar declaraciones falsas o inexactas, que puedan acarrear la pérdida del camino hacia la búsqueda de un acuerdo. Asimismo, lo que se busca es desvestir los verdaderos intereses de cada parte, para poder lograr un acuerdo inteligente y satisfactorio.
Al respecto, es importante señalar que ambas partes deben de colaborar con la información que poseen para que, de esta manera, una y otra tomen conocimiento del rumbo al que podría ser dirigido la resolución del conflicto. Durante el transcurso de la reunión o reuniones, el conciliador deberá involucrarse en los hechos materia de la conciliación para así tener la información clara respecto de los intereses de ambas partes.
Asimismo, este debe de ser evaluado a la par que el principio de buena fe, el cual se encuentra relacionado con la información que ambas partes poseen y son reveladas al conciliador para que así, este pueda formular alternativas de solución para las partes y llegar así a un acuerdo que los beneficie.
Al respecto el Reglamento de la Ley de Conciliación señala:
“La veracidad está dirigida a la búsqueda de lo querido realmente por las partes. El Conciliador no alterará nunca el sentido o significado de los hechos, temas, intereses o acuerdos a que arriben éstas en el procedimiento conciliatorio.
Los operadores del sistema conciliatorio deben remitir la información veraz y auténtica cuando les sea requerida por el MINJUS.”.
Por otro lado, Martín Pinedo Aubían, en el artículo “El Fin de la Conciliación” señaló, respecto al papel que debe jugar el conciliador sobre el principio de veracidad que, este también debe ser veraz en lo referente a su rol y cualidades; además, debe observar este principio en el momento del discurso inicial, al proporcionar información cierta y real acerca del procedimiento conciliatorio y lo que se puede efectuar a su interior. En tanto ello, el rol del conciliador es fundamental para el desarrollo adecuado del procedimiento y la aplicación correcta del principio desarrollado. Por ejemplo, en una audiencia de conciliación donde se discuta un tema de idoneidad por la entrega de un producto defectuoso, las partes deberán señalar de manera veraz todos los hechos relevantes del caso, es decir, fechas importantes de adquisición y cuando se presentaron las fallas, personas participantes, descripción del producto, en qué condiciones se encuentra, describir de qué manera no se brindó un servicio adecuado, etc. Todo ello para que el conciliador pueda apreciar de manera clara todos los hechos de la controversia y se pueda fomentar un adecuado ambiente de debate e intercambio de ideas.
- Celeridad

Entendiendo a la conciliación como un mecanismo alternativo de resolución de conflictos en el cual las partes buscan una solución justa, con la asistencia de un tercero, basándose netamente en la voluntad de éstas; las actuaciones que se realicen deben centrarse, entre otros, en el principio de celeridad, el cual consiste en evitar obstaculizar una rápida y dinámica solución del conflicto, de manera tal que la controversia se resuelva lo más ágil posible, ya que de esa manera las partes sentirán que están accediendo a la justicia oportunamente, ahorrando así tiempo y costos.
- Legalidad

En un procedimiento conciliatorio, las partes pueden modificar, extinguir y crear relaciones jurídicas con la suscripción del acuerdo conciliatorio en el que estas manifiestan su voluntad para dar fin a un conflicto. En virtud de este principio, el acuerdo al que lleguen las partes deberá ajustarse con el ordenamiento jurídico, a fin de que lo pactado no contravenga las normas vigentes, el orden público y/o las buenas costumbres. El conciliador deberá observar la legalidad de los acuerdos adoptados. 
- Imparcialidad

La imparcialidad podría ser definida como la autonomía en la decisión, independientemente a las propuestas que generen las partes en conflicto. Asimismo, vista desde el arbitraje, no tiene razón de ser, debido a que las mismas partes designan a un árbitro; el principio que se toma en consideración dentro de la práctica es la neutralidad porque la decisión final (laudo) es neutral y equitativa. Sin embargo, dentro de la conciliación, la imparcialidad se muestra al momento de la realización de la audiencia en la cual el conciliador dirige a ambas partes a un acuerdo sin parcializarse con alguna parte.
Este principio se ve materializado en el compromiso que asume el conciliador en ayudar a las partes, en el desarrollo de sus funciones, en el cual se encuentra íntimamente ligado con el principio de la neutralidad. La imparcialidad es un estado mental que exige del conciliador durante el proceso y desarrollo de su gestión, se mantenga al margen de los prejuicios o favoritismo hacia algunas de las partes en conflictos a través de acciones o actitudes.
Una de las características del conciliador es ser imparcial. Otros autores se refieren al tema como neutral y otro como equidistante a las partes.
Desde el punto de vista de la conciliación, ser imparcial implica no optar por una de las partes en detrimento de la otra. Una conducta parcializada evidentemente pone la conciliación en riesgo. Igualmente, la doctrina es concluyente al señalar que los jueces tienen la obligación de actuar imparcialmente en todas sus actuaciones.
La imparcialidad se ve cuestionada cuando una de las partes busca alianzas con el juez conciliador o el conciliador se ha parcializado con una de las partes.
¿Cómo reaccionar a las siguientes frases o preguntas de las partes?
| FRASE COMPROMETEDORA                                    | RESPUESTA DEL CONCILIADOR                                                                  |
| ¿No cree que cualquiera haría lo mismo en mi situación? | Parece que hacer lo que hizo fue importante para Ud.                                       |
| ¿Ud. Tiene hijos/carro/mascotas…?                       | En verdad, preferiría que Ud. me cuenta de su experiencia con su (s) hijos/carro/mascotas. |
| ¿Qué cree que debamos hacer en este caso?               | Preferiría que Uds. hagan un esfuerzo y encuentren la solución más idónea.                 |
| ¿No le parece que mi propuesta es (la más) justa?       | Preguntémosle eso a la otra parte                                                          |
| ¿Que ella diga primero?                                 | Según el orden previsto, en su turno                                                       |
| Ud. Como hombre sabe cómo son las cosas ¿no?            | Me gustaría que me diga cómo son las cosas, no entiendo                                    |
| Antes que nada, le manda saludos el Sr. XXXXX           | Esa persona no tiene relación alguna con el caso. Prosiga                                  |

- Confidencialidad

Este principio está referido a la información recepcionada por el conciliador, en el primer contacto con cada una de las partes y en conjunto en las sesiones.
El conciliador debe guardar la confidencialidad de la información proporcionada por una de las partes y sólo brindarla en conjunto, con consentimiento de ésta.
Igualmente, este principio señala que la información proporcionada dentro de la conciliación, no pueda ser divulgada ni usada en ningún proceso adversarial (arbitral o judicial).
Este principio se relaciona con la información que recibe el conciliador, en el proceso de comunicación que establecen las partes, creando condiciones para generar confianza que estimulen el intercambio de información, si las partes no revelan la información necesaria el proceso puede fracasar. Sin confianza, se retrae la comunicación y se dificulta la opción y posibilidad de llegar a un acuerdo.
Este principio presenta algunos inconvenientes. El primero de ellos es determinar cuál información es confidencial, otro es revelar hechos contrarios a las leyes. Si se aplica el principio de confidencialidad en forma estricta, se pueden estimular arreglos ilegales y carentes de ética, perdiendo legitimidad la conciliación, por lo que se debe limitar la confidencialidad, haciéndola compatible con los derechos fundamentales, permitiendo al conciliador romper el deber de confidencialidad cuando advierta la perpetración de un delito o este en juego la integridad de una persona.
- Buena Fe

La Ley N.º 26872 – Ley de Conciliación, dispone en su artículo 2° que es un principio que rige la conciliación el principio de Buena Fe, siendo éste definido en el literal c) del artículo 2° de su Reglamento, aprobado por el Decreto Supremo N.º 014-2008-JUS, el cual señala lo siguiente:
“c) Principio de buena fe. La buena fe se entiende como la necesidad que las partes procedan de manera honesta y leal, confiando en que esa será la conducta a seguir en el procedimiento conciliatorio. Cuando el Conciliador tenga duda de la viabilidad de un acuerdo, tiene conocimiento o al menos un indicio de que está basado en información falsa o de mala fe, deberá recomendar a los conciliantes que se apoyen en expertos de la materia relacionada con dicho acuerdo antes de finalizarlo, cuidando que tal intervención no perjudique o entorpezca el procedimiento de Conciliación o, en su caso, a alguno de los conciliantes”.
Por tanto, el aludido principio se entiende como la necesidad de que las partes procedan de manera honesta y leal durante el trámite de dicho procedimiento. Este principio no sólo involucra a las partes durante la audiencia sino también a toda persona que participa de la audiencia; como sería el caso de abogados o asesores y representantes. Lo cual tiene sentido en la medida que lo que se espera de las personas que intervienen en el procedimiento conciliatorio es que actúen sin aprovecharse o beneficiarse de su contraparte.
La Buena Fe incluye a la veracidad, entendiéndose aquella como la necesidad de contar con información fidedigna durante la audiencia conciliatoria y por lo tanto es una de las dimensiones del principio de buena fe.
- Simetría de Poder

El referido principio no se encuentra regulado en las normas antes señaladas; sin embargo, éste rige de facto a la conciliación, en tanto suele suceder que en dicho procedimiento, una de las partes tenga más poder que la otra. Dicha circunstancia hace imperativo que haya igualdad de fuerzas entre los participantes en la conciliación, ya que ello facilitará una influencia mutua donde una de las partes no pueda imponer a la otra un acuerdo insatisfactorio para la otra.
En ese sentido, el principio de simetría de poder exige que en caso el conciliador verifique algún desequilibrio de condiciones, cree mecanismos para que las partes en conflicto sientan que participan en iguales términos en la discusión, expresen sin temor sus intereses y necesidades que influyen en la toma de decisiones, presenten alternativas, evalúen las consecuencias de las posibles soluciones y participen en el logro de la solución.

### Chile
En materias civiles y mercantiles, la conciliación es un trámite obligatorio conforme a los arts. 262 y siguientes del Código de Procedimiento Civil. Se desarrolla mediante una audiencia que debe ser convocada desde el 5° al 15° día desde el fin de la etapa de discusión.
En materia familiar, la conciliación se verifica en la Audiencia de Preparación según el art. 61 N.º 5 de la ley 19.968 de Tribunales de Familia. A su vez, el art. 67 de la Ley de Matrimonio Civil señala una conciliación especial para ver si se puede restablecer o no la vida en común de los cónyuges previo al divorcio.

### Colombia
La Conciliación en Colombia tiene rango Constitucional y está reglamentada en la Ley 2220 de 2023, puede acudirse a la conciliación en Centros de Conciliación públicos y privados que están regulados por el Gobierno Nacional.
Colombia tiene la posibilidad de la conciliación en derecho (el conciliador debe ser abogado) y conciliación en equidad (el conciliador no debe ser abogado), que permite que personas de diversas disciplinas u oficios puedan ser conciliadores, previa capacitación del Ministerio de Justicia.
Desde antes del actual régimen de conciliación (la ley precedente a al 2220 antes mencionada fue la 640 de 2001), la asistencia a la audiencia de conciliación colombiana es un aspecto fundamental, pues se ha establecido como requisito de procedibilidad para acceder a la jurisdicción en los asuntos contenciosos salvo los que correspondan a la justicia arbitral a tal punto que la no asistencia por un convocante o convocado a la audiencia puede suscitar prueba de indicios graves en procesos judiciales (soportados en constancias de inasistencia, el equivalente a inferencias razonables en otras legislaciones). En atención a lo anterior, la asistencia o inasistencia a las audiencias se ha convertido en un motivo importantes sobre el que se han estructurado algunos trabajos académicos en materia de métodos alternativos de resolución de conflictos en Colombia.

### España
Actualmente la conciliación civil se regula en la Ley 15/2015, de 2 de julio, de Jurisdicción Voluntaria. La función de tercero conciliador corresponderá, según dispone el art. 140 de la citada LJV, a un Letrado de la administración de justicia (del Juzgado de Primera Instancia o de Juzgado de lo Mercantil), o a un juez de paz, en función del domicilio del requerido, en su caso, de su residencia o, en ocasiones, si el requerido es persona jurídica, también del lugar del domicilio del solicitante si en tal lugar el requerido tiene delegación, sucursal, establecimiento u oficina abierta al público o representante autorizado. Igualmente, el mismo art. 140 dispone que si tras la realización de las correspondientes averiguaciones sobre el domicilio o residencia, éstas fueran infructuosas o el requerido de conciliación fuera localizado en otro partido judicial, el Letrado de la administración de justicia dictará decreto o el Juez de paz auto dando por terminado el expediente, haciendo constar tal circunstancia y reservando al solicitante de la conciliación el derecho a promover de nuevo el expediente ante el Juzgado competente.
El tercero, aunque pueda ser en ocasiones un juez, actuará judicial pero no jurisdiccionalmente. Es incluso dudoso que en España el tercero conciliador esté habilitado a hacer propuestas concretas de acuerdo, pues deberá limitarse a intentar acercar posturas para que las partes lleguen por sí misma un acuerdo.
La naturaleza del acuerdo de conciliación es jurídico-material, porque son las partes las que con su voluntad regulan, con el fin de resolverla, la situación litigiosa, y no es el tribunal el que decide ejercitando la potestad jurisdiccional. Esta naturaleza explica por lo demás el tratamiento de los vicios de la voluntad. En la transacción, las causas son las establecidas en los arts. 1817 a 1819 CC, correspondientes al negocio jurídico privado; y en la conciliación, el art. 148.1 LJV es elocuente cuando prevé que contra lo convenido “solo podrá ejercitarse la acción de nulidad por las causas que invalidan los contratos”. Ahora bien, tienen sin duda naturaleza procesal no el acuerdo en sí mismo, pero sí los actos de las partes y del Letrado de la administración de justicia o del Juez de paz necesarios para dicho acuerdo se articule como una conciliación y tengan eficacia ejecutiva, particularmente el decreto del Letrado de la administración de justicia o el auto del Juez de paz que apruebe el acuerdo.
En España la conciliación también puede ser preprocesal (arts. 139 a 148 LJV), o intraprocesal (art. 415 LEC).
La preprocesal persigue evitar la sustanciación de una solución heterocompositiva. En el proceso civil español deja de tener carácter preceptivo desde la reforma operada por la Ley 34/ 1984. Además, pueden pretenderse y obtenerse otros efectos como:
1.º Interrupción de ciertos plazos de prescripción cuando sea posible este efecto. No lo será, por ejemplo, en el retracto de colindantes, en el que, además de tratarse de un plazo de caducidad, la STS, Sala ´{esd}}1.ª, Secc. 1.ª, 534/2006, de 29 de mayo, ha considerado que es necesario el ejercicio del derecho en plazo con la correspondiente consignación.
2.º Una futura imposición de costas por entenderse en todo caso que existe mala fe del demandado en caso de que este se allane antes de contestarla conforme al art. 395 LEC).
La intraprocesal se orienta más directamente a evitar la continuación del proceso mediante el acuerdo. En este caso no se regula por la LJV sino por la misma LEC 1/2000.
Además, la conciliación puede ser notarial (art. 81 Ley Notarial) o registral (103 bis Ley Hipotecaria).

### Estados Unidos
Algunos conciliadores operan bajo los auspicios de alguno de los varios entes privados, o para agencias gubernamentales como el Servicio Federal de Intermediación y Reconciliación.

### Uruguay
En Uruguay la conciliación prejudicial es obligatoria antes de iniciar cualquier tipo de proceso. Esto lo establece el artículo 293 del Código general del proceso y el 255 de la constitución que establece "No se podrá iniciar ningún pleito en materia civil sin acreditarse
previamente que se ha tentado la conciliación ante la Justicia de Paz,
salvo las excepciones que estableciere la ley"
Estas conciliaciones dentro del departamento de Montevideo se realizan en los juzgados de conciliación, que son juzgados especializados en esa materia.
En el interior del país las conciliaciones previas se realizan en los juzgados de paz de cada ciudad.